# Обезово
Обёзово — деревня в Тейковском районе Ивановской области России, входит в состав Морозовского сельского поселения.

## География
Деревня расположена в 10 км на юго-восток от центра поселения села Морозова и в 24 км на юг от райцентра города Тейково близ подъезда к городу Иваново от автодороги «Волга».

## История
В второй половине XVIII века Обезово было самостоятельным приходом Суздальской епархии. До конца XVIII столетия в селе была деревянная церковь в честь Преображения Господня. В 1792 году на средства прихожан была построена каменная церковь с колокольней того же имени. В 1799 году к церкви с северной стороны пристроен был теплый придел с престолом в честь Введения во храм Пресвятой Богородицы. Впоследствии этот придел оказался неудобным из-за недостатка света и тесноты, поэтому прихожане в 1830 году построили отдельную каменную теплую церковь с престолом того же имени. В 1860-х годах церковь и колокольня были обнесены оградой с железными решетками. В 1893 году приход состоял из села (15 дворов) и деревень Ермолиха, Шабуриха, Сосново, Бушново, Романчугово, Реброво, Подлесиха, Дашково, Золотниковская слободка. Всех дворов в приходе 237, мужчин — 676, женщин — 722.
В конце XIX — начале XX века село входило в состав Торчинской волости Суздальского уезда Владимирской губернии.
С 1929 года село входило в состав Подлесихинского сельсовета Тейковского района, с 2005 года — в составе Морозовского сельского поселения.

## Население
| 1859 | 1905 | 2010 |
| ---- | ---- | ---- |
| 68   | ↘66  | ↘0   |

## Достопримечательности
В селе находятся две заброшенные церкви — Спаса Преображения (1792) и Введения во храм Пресвятой Богородицы (1830)

## Галерея

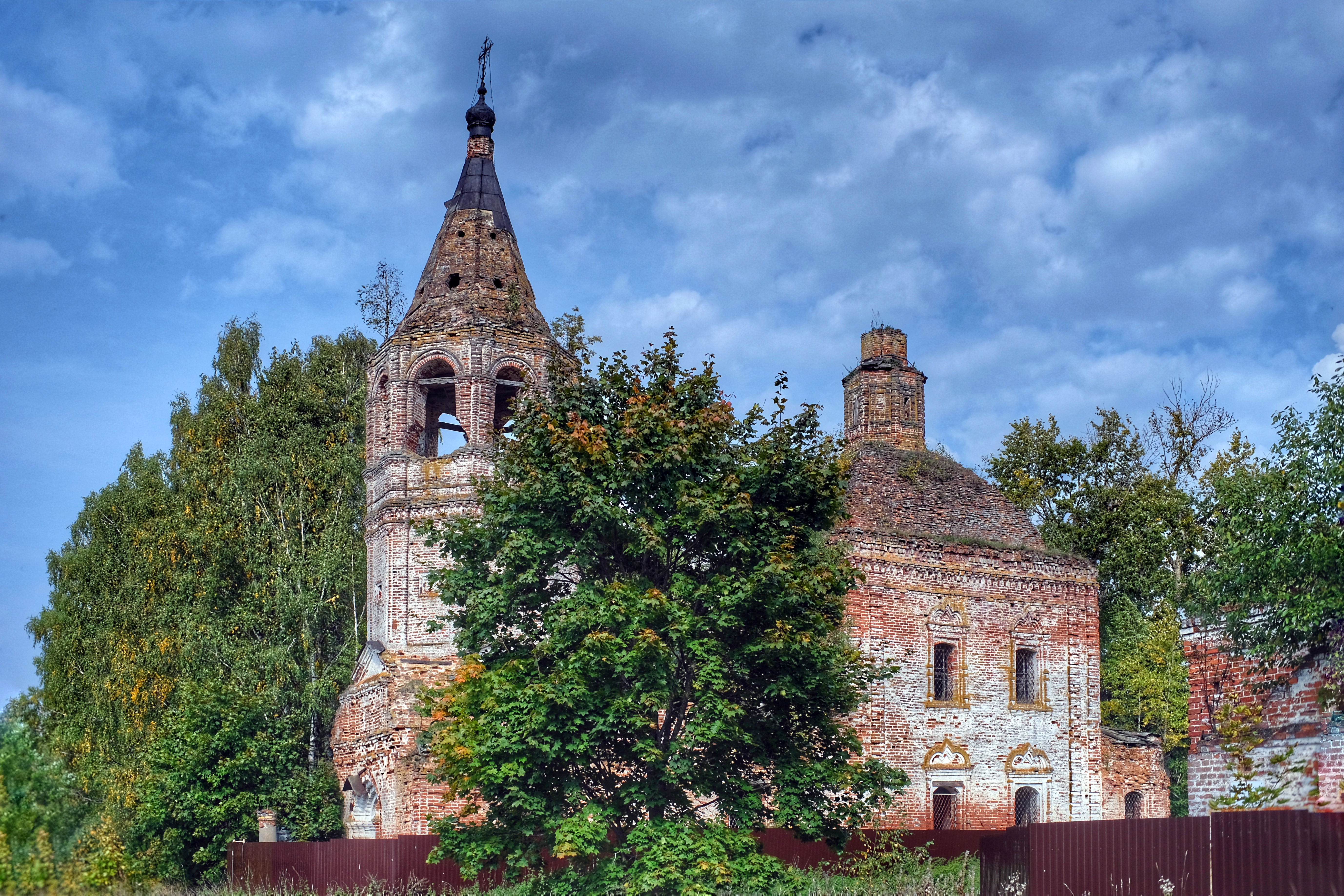
Преображенская церковь
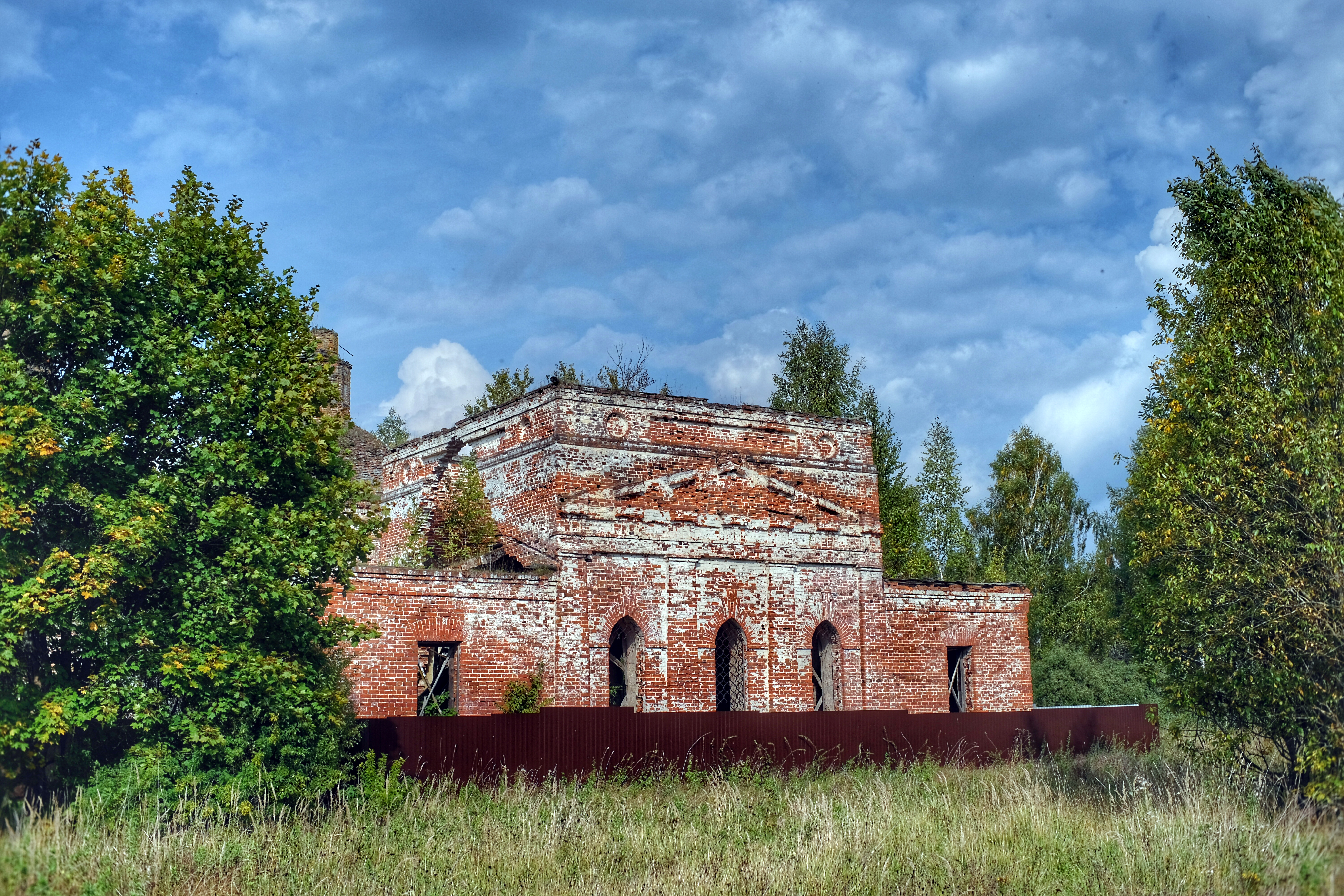
Церковь Введения во Храм Пресвятой Богородицы